# زنت را به من قرض بده (فیلم ۱۹۸۰)
زنت را به من قرض بده (ایتالیایی: Prestami tua moglie) یک فیلم کمدی سکسی سبک ایتالیایی به کارگردانی مارینو جیرولامی است که در سال ۱۹۸۰ منتشر شد.

## گزیدهٔ بازیگران
- لاندو بوتسانکا
- ژانت اوگرن
- کلودین اوژه
- دانیلا پوجی
- ماسیمو بولدی
- رنتسو مونتانیانی
- دیگو آباتانتوئونو
- والتر والدی